# Milada Karbanová
Milada Karbanová (Checoslovaquia, 27 de marzo de 1948) fue una atleta checoslovaca especializada en la prueba de salto de altura, en la que consiguió ser subcampeona europea en 1974.

## Carrera deportiva
En el Campeonato Europeo de Atletismo en Pista Cubierta de 1971 ganó el oro en salto de altura, con un salto por encima de 1.80 metros, superando a la soviética Vera Gavrilova  y a la rumana Cornelia Popescu  (bronce con 1.78 metros).
Dos años después, en el Campeonato Europeo de Atletismo de 1974 ganó la medalla de plata en el salto de altura, con un salto por encima de 1.91 metros, siendo superada por la alemana Rosemarie Witschas que con 1.95 m batió el récord de los campeonatos, y por delante de la italiana Sara Simeoni (bronce con 1.89 m).